# La Jeunesse de Blueberry (album)
La Jeunesse de Blueberry est le premier album de la série de bande dessinée La Jeunesse de Blueberry de Jean-Michel Charlier (scénario) et Jean Giraud (dessin). Publié en 1975, c'est le premier du cycle du traître du sud (trois tomes).

## Résumés
L'album comporte trois histoires :
1. Le Secret de Blueberry[2] ; cette histoire de 16 pages est parue pour la première fois dans le Super Pocket Pilote No 2 daté du 1.10.1968[3]
2. Le Pont de Chattanooga[4] ; 16 pages parues préalablement dans le Super Pocket Pilote No 3 daté du 3.4.1969[5]
3. 3 000 mustangs[6] ;  16 pages parues préalablement dans le Super Pocket Pilote No 4 daté du 12.6.1969[5]

### Le Secret de Blueberry
Mike Donovan ramène un noir qui s'est enfui d'une plantation du Sud des États-Unis. Il souhaite épouser Harriet, malgré l'opposition de son père qui lui préfère Ronnie, un cousin qui est aussi intendant de sa plantation. Après plusieurs disputes avec le père d'Harriet, Donovan quitte la ferme en emportant, sans qu'il le sache, l'écrin d'une vieille épée. En effet, Ronnie doit rendre des comptes à son oncle et sait qu'il sera traité de voleur. Il tue son oncle en utilisant l'épée prétendument dans les mains de Donovan, lequel s'enfuit lorsque le meurtre est découvert.
Plus tard, Donovan se trouve face au noir qui s'était échappé grâce à la complicité de Ronnie. Malgré le risque qu'il soit à nouveau enfermé, le noir est prêt à retourner à la plantation pour innocenter Donovan. Cependant, des hommes menés par Ronnie les trouvent et Ronnie tue le noir d'une balle. Donovan s'enfuit encore plus au nord où se tiennent des forces nordistes qui fusillent les trois hommes à sa poursuite. Lorsque des soldats lui demandent son nom, il aperçoit des myrtilles (blueberry en anglais) dans la végétation et prétend s'appeler « Mike Steve Blueberry ».

### Le Pont de Chattanooga
Blueberry est affecté comme clairon dans un régiment nordiste près du front lors de la guerre de Sécession. Pour démontrer sa valeur au combat, il se porte volontaire pour aller faire sauter un pont ferroviaire à Chattanooga, lequel est essentiel à l'effort de guerre sudiste dans la région. Accompagné d'un autre soldat, Sheridan, il accompagne un cercueil pour enterrer une morte près de Chattanooga.
Plus tard, il installe des charges explosives sur des piliers du pont. Après les avoir allumées, il s'enfuit, mais la neige éteint les mèches. Les deux hommes sont arrêtés par un contingent sudiste. Blueberry est enfermé dans une prison comme espion, alors que Sheridan est en fuite.
Plus tard, Blueberry assomme ses gardiens et se déguise en blessé. Il embarque de justesse à bord d'un train qui passe sur le pont. À sa hauteur, il saute du train dans l'eau glacée, grimpe sur un pilier et allume les mèches.
Profitant de l'explosion et d'une attaque nordiste, Blueberry revient à son camp pour apprendre que Sheridan a été décoré à sa place pour avoir fait sauter le pont.

### 3 000 mustangs
Des officiers nordistes ont appris que des sudistes rassemblent un énorme troupeau de chevaux dans le but d'attaquer Washington, D.C., plus au nord et peu protégée. Blueberry accompagne un contingent de soldats nordistes à bord d'un train pour remettre en liberté les mustangs capturés, tout en mettant fin à ce plan.
Alors qu'il se trouve dans un bar, un soldat sudiste, Norton, le reconnaît. Il s'ensuit une poursuite dans le village d'Amarillo. Blueberry se cache dans l'entrepôt d'un magasin et y découvre des explosifs. Lassés de le chercher, les soldats retournent à leur camp, où se trouvent « des milliers de chevaux ».
Enfermés dans un ravin, il suffit de peu d'hommes pour les surveiller. Blueberry décide de s'emparer d'un cheval et de faire fuir les autres en faisant sauter des explosifs près d'un troupeau. Sa manœuvre réussit et il en profite pour s'enfuir en se tenant au milieu de la masse en fuite.
Plus tard, retrouvé par Norton, il croit sa fin venue. Cependant, le pistolet de Norton est enrayé, ce qui permet à Blueberry de s'enfuir.

## Personnages principaux
- Mike S. Donovan : fils du propriétaire d'une plantation dans le sud des États-Unis.
- Ronnie : intendant d'une plantation.
- Mike S. Blueberry : clairon dans un régiment nordiste.
- Sheridan : soldat nordiste.
- Norton : soldat sudiste et ancienne relation de Donovan.
- Long Sam : esclave de Mike Donovan évadé.